# Воиводени (Брашов)
Воиводени (рум. Voivodeni) насеље је у Румунији у округу Брашов у општини Воила. Oпштина се налази на надморској висини од 470 m.

## Становништво
Према подацима из 2002. године у насељу је живело 521 становника, од којих су сви румунске националности.